# Slichot

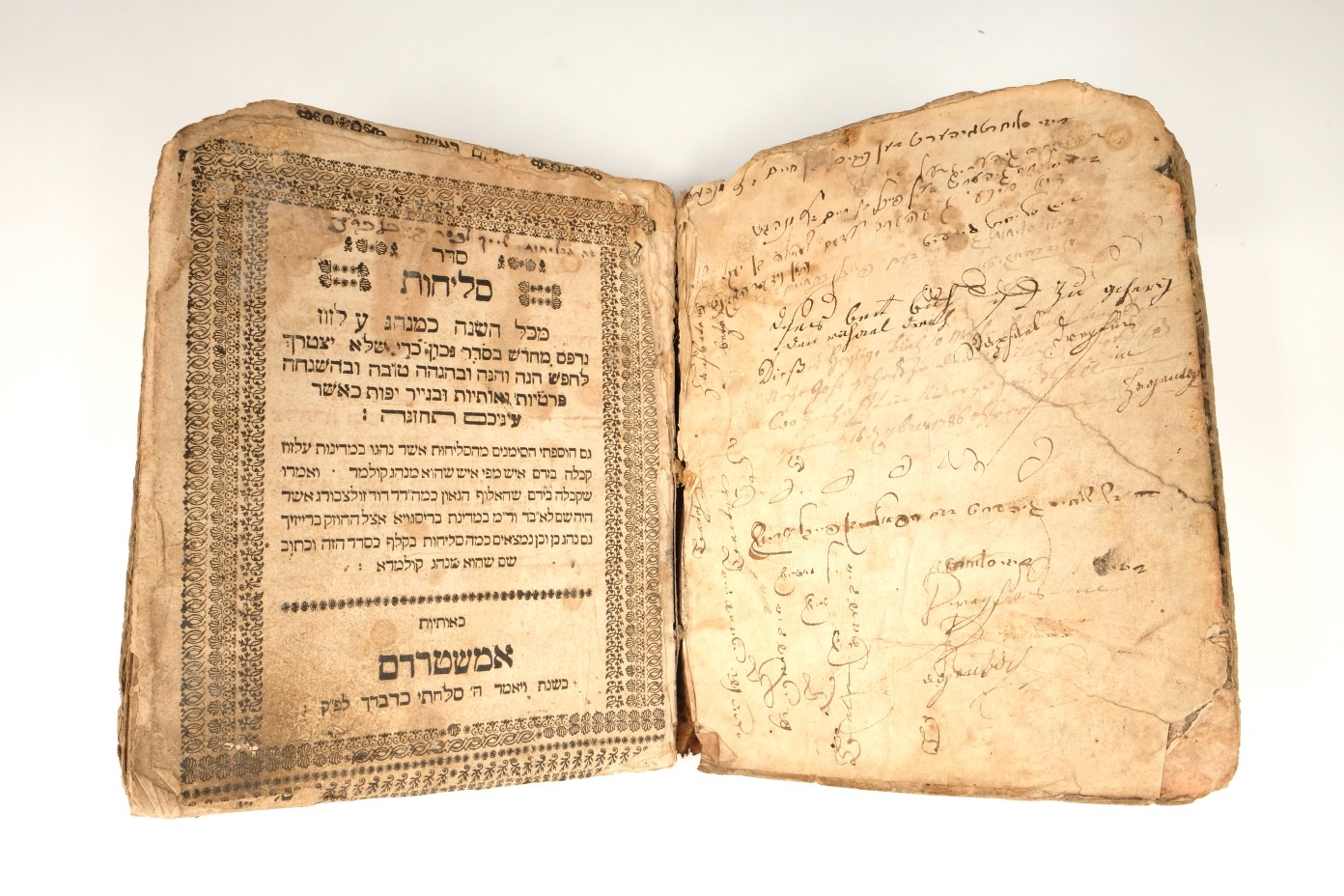
Gebetbuch Selichot Minhag aus Colmar, 1775, hergestellt von David Sulzburg, in der Sammlung des Jüdischen Museums der Schweiz

Slichot (oder Selichot bzw. S'lichot, Bitten um Vergebung, hebräisch סְלִיחוֹת; Plural von hebräisch סְלִיחָה, Selicha, Vergebung) sind jüdische liturgische Gedichte und Gebete der Buße und Reue zu den hohen Feiertagen wie Versöhnungstag (Jom Kippur), Neujahrstag (Rosch ha-Schana) und den Fastentagen. Hier werden sie dem Morgengebet (Schacharit) vorgeschaltet. Die 13 göttlichen Attribute der Barmherzigkeit (Middot HaRachamim hebräisch מִידוֹת הרַחֲמִים) nach Ex 34,6-7  bilden ein zentrales Thema.

## Kategorien der Slichot
Die Slichot werden in der aschkenasischen Tradition nach inhaltlichen Gesichtspunkten in verschiedene Kategorien eingeteilt:
- S'lichah (hebräisch סְלִיחָה; "Vergebung")
- Pismon (hebräisch פִּזְמוֹן; Refrainstück, Antistrophe[2]), daher: mit Refrain versehene Selicha[3]
- Akedah (hebräisch עֲקִידָה)
- Chatanu (hebräisch חָטָאֲנוּ; "wir haben gesündigt"). Sie werden vor dem "Widduj" (hebräisch וִדּוּי; Sündenbekenntnis) insb. am Versöhnungstag vorgetragen. Sie tragen nach jeder zweiten oder dritten Strophe den Refrain: hebräisch חָטָאנוּ צוּרֵנוּ סְלַח לָנוּ יוֹצְרֵנוּ, "Wir haben gesündigt, unser Fels, vergib uns, unser Schöpfer".[4]
- Techinah (hebräisch תְּחִנָּה; "Fürbitten.")

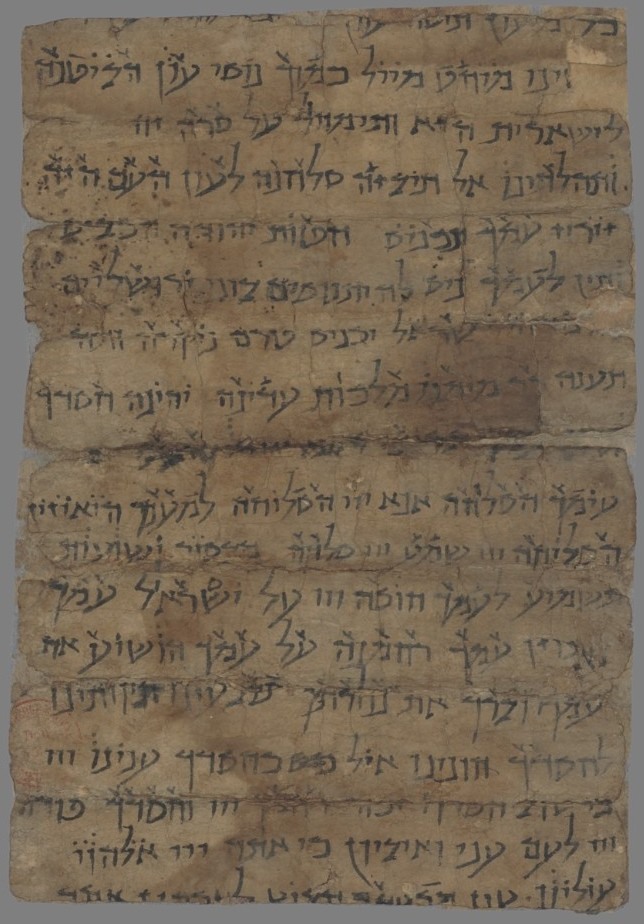
Slicha-Text (8.–9. Jh.)
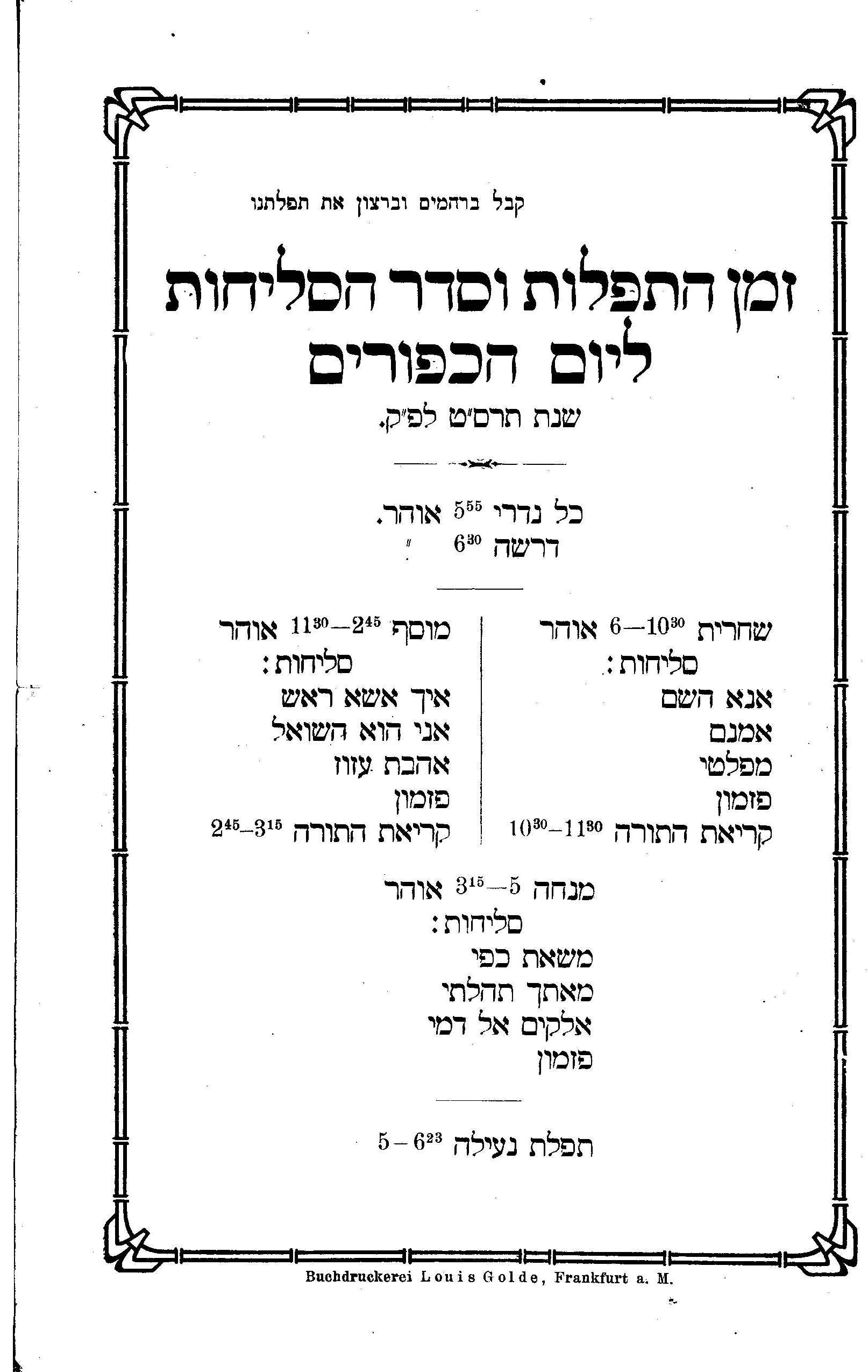
Jom-Kippur-Liturgie mit ausgewählten Selichot (München 1908)
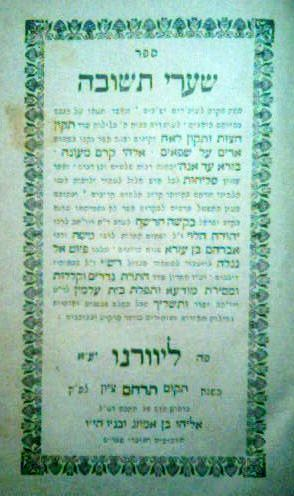
Shaarei Tshuva, Livorno 1888